# Stadhouderskade 89-90
Stadhouderskade 89-90 is een dubbel woon/winkelhuis,  dat gelegen is aan de Stadhouderskade, de zuidoever van de Singelgracht in Amsterdam-Zuid, De Pijp.
De panden zijn ogenschijnlijk een spiegelbeeld van elkaar. Maar ze zijn in detail verschillend. De volgende verschillen zijn zichtbaar:
- onder de ramen van het ene huis zitten versieringen, die aan het andere gebouw gedeeltelijk elders zijn geplaatst, een voortzetting van gebouwen 87 en 88.
- de begane grond van beide panden is in 1925 samengevoegd, verbouwd in Amsterdamse School-stijl en geheel voorzien van pleister/houtwerk; wel symmetrisch, maar een zonneschermpje bij toegang 89 heft dat op
- de balkonnetjes zijn symmetrisch geplaatst op dat ene op driehoog na;

De panden vormen een geheel met de panden van Stadhouderskade 87-88, behalve dan de begane grond, die hier omgebouwd is tot winkel/horecaruimte. De woonhuizen zijn gebouwd in een eclectische bouwstijl, met twee hoog opgesneden toegangen, die dus later verdwenen zijn. De architect dan wel makelaar (de beroepen gingen vaak samen toen) is vooralsnog onbekend. 
De bedrijfsruimten en woningen kenden een aantal bekende gebruikers:
- in verloskunde afgestudeerd arts L. Foreman hield hier praktijk; hij hield praktijk tegen kanker en aambeien in Arnhem, maar werd ook genoemd als kwakzalver,
- notaris Spijer hield hier praktijk en sprak menig faillissement uit,
- een secretaris van de Oranjebond van Orde (heffing van het gewone volk) woonde hier (mevrouw Daniël-Cohen),
- danseres Gertrud Leistikow (1885-1948) gaf hier les van 1939-48 en woonde toen op tweehoog,
- Mercedes-Benz had hier meer dan vijftig jaar een vertegenwoordiging,
- Francesco Zani (siervelgen) was hier voor even gevestigd,
- in 1982 werd hier een dovenontmoetingscentrum (DOC) geopend in de aanwezigheid van Willem Nijholt; dit centrum is in 2025 nog steeds aanwezig en wordt soms gebruikt als stemlokaal. De Amsterdamse Doven Schaakclub TOG heeft in het DOC een speellokaal.

Oost ·
160 ·
158 ·
157 ·
156 ·
155 ·
151-154 ·
149-150 ·
145-146 ·
142-144 ·
140-141 ·
137-139 ·
135-136 ·
130-134 ·
129 ·
128 ·
125-127 ·
123-124 ·
116-122 ·
115 ·
110-113 ·
100-101 ·
97 ·
95-96 ·
93-94 ·
92 ·
91 ·
89-90 ·
87-88 ·
86 ·
85 ·
84 ·
82-83 ·
78-79 ·
77 ·
Heineken Brouwerij ·
74 ·
72-73 ·
69-70 ·
68 ·
67 ·
65-66 ·
64 ·
62-63 ·
60-60a ·
58-59 ·
56-57 ·
Willemshuis ·
Van Nispenhuis ·
Kapel van Sint Josephs Gezellen-Vereeniging ·
54 ·
52-53 ·
47-49 ·
Carel Willinkplantsoen ·
Polderhuis ·
Ruysdaelkade 2-4 ·
Judith Leysterbrug ·
42 (Rijksmuseum) ·
40-41 ·
31-35 ·
30 ·
29 ·
Park Centraal Amsterdam ·
Stedemaagd (Vondelpark) ·
Byzantium ·
Koepelkerk ·
12 (Marriott) ·
Persilhuis ·
7 ·
5 ·
3 ·
1 ·
West